# Урульгинская степная дума
Урульгинская степная дума (1822—1901) — исторический орган местного самоуправления бурят и тунгусов в Российской империи.

## История
Образована в селе Урульга на основании «Устава об управлении инородцев», утвержденного 22 июня 1822 года. Дума объединяла 36 тунгусских родов. Состояла из главного родоначальника, избранных заседателей, голов инородных управ. Состав утверждался губернатором. Урульгинскую степную Думу возглавлял род князей Гантимуровых. Все делопроизводство велось штатными письмоводителями, которых принимала на работу и увольняла дума. Члены думы могли быть освобождены от должности только по приказу губернатора. Урульгинская степная Дума подчинялась Нерчинскому окружному управлению. С 1851 года дума находилась в составе Забайкальской области. Она представляла собой общественное собрание, решавшее хозяйственные вопросы, в частности вопросы обеспечения бурят и эвенков продовольствием, создания условий для промысла и сбыта своих товаров. Дума заключала контракты о поставке пушнины, о найме бурят и эвенков на провоз грузов, следила за распределением и сбором податей, учетом сумм и имущества, распределением земли. Внутренние расходы думы регистрировались в специальной книге записей. По окончании года составлялся финансовый отчет.
В ведение думы входили инородческие управы: Маньковская, Кумертаевская, Онгоцонская, Урульгинская, Оловская, Шундунская. Позже появилась так же Ульдургинская управа. Каждая управа объединяла по несколько родов. В 1823 году в шести управах проживало 10 879 эвенков, в 1831 году — 8 084, в 1852 году — 6 561.
Первоначально Урульгинская степная дума находилась в составе Нерчинского уезда Иркутской губернии. В 1851 году вошла в состав образовавшейся Забайкальской области, а в 1871 году — Читинского округа. С 1887 года — снова в Иркутской губернии, с 1892 года — Приамурской. Расформирована Урульгинская дума в 1901 году.